# Prometeo portatore del fuoco
Prometeo portatore del fuoco (in greco antico: Προμηθεύς Πυρφόρος?, Promēthéus Pyrphóros) è una tragedia perduta di Eschilo, scritta nella metà del V secolo a.C.

## Trama
L'opera faceva parte di una trilogia comprendente Prometeo incatenato e Prometeo liberato. Non è chiaro se la tragedia fosse la prima o l'ultima della serie; a seconda dalla sua collocazione nella trilogia si può tentare di ipotizzarne la trama.

Se la tragedia era la prima della Prometheia, si è pensato che Prometeo è un titano malvisto dagli Dei dell'Olimpo perché si comporta gentilmente con la razza umana. Quando Zeus decide di togliere all'uomo l'uso del fuoco (con gli annessi problemi di freddo e impossibilità di cuocere), Prometeo si ribella, riportandolo agli uomini.

Se il "Portatore del fuoco " era posto come ultimo dramma della trilogia, probabilmente si trattava del mito di Prometeo che decide di riappacificarsi con Zeus confidandogli il segreto di Teti: viene, dunque, stipulato un nuovo patto tra dei e uomini con l'istituzione delle feste ateniesi in onore di Prometeo.

A tal proposito, Ateneo di Naucrati cita una festa particolare che si teneva proprio in onore di Prometeo, facendo anche il nome di Eschilo: alcuni studiosi moderni hanno interpretato ciò come prova che questa tragedia fosse l'ultima della trilogia (mentre altri sono scettici al riguardo). In questo rito religioso in onore del titano il popolo ateniese era solito indossare in testa una ghirlanda, come segno di devozione e servitù e, per esaltare ancora di più la figura di Prometeo, organizzavano una processione di cui il capogruppo reggeva una fiaccola.